# Rockefeller Center

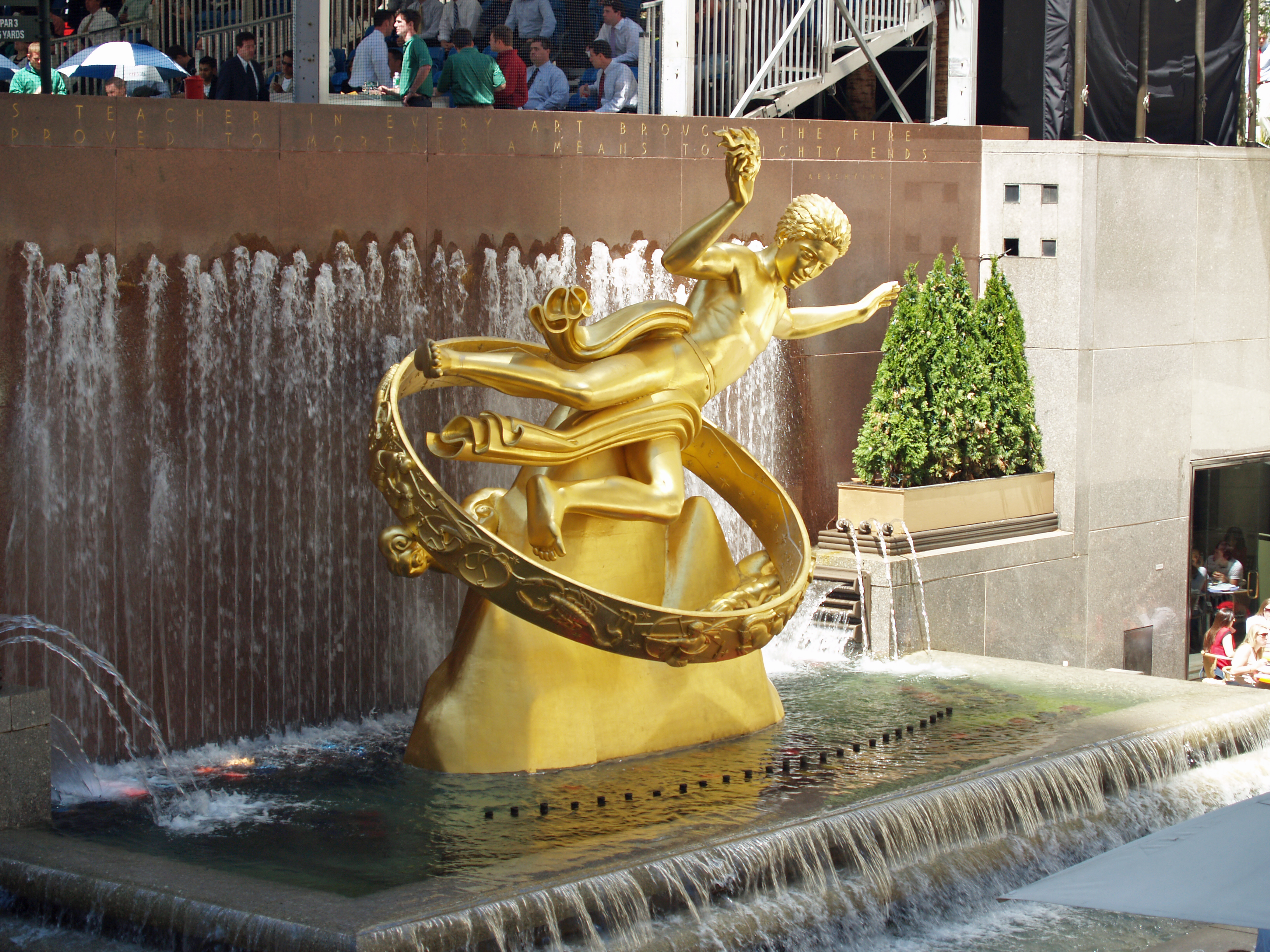
Rockefeller Plaza, het hart van Rockefeller Center met het standbeeld van Prometheus.

Het Rockefeller Center is een complex van 19 commerciële gebouwen, gebouwd tussen 1929 en 1940, in het hart van Manhattan in New York. Het Rockefeller Center bevindt zich in Midtown Manhattan, tussen Fifth Avenue en Avenue of the Americas en tussen 48th en 51st Street.
Het complex bestaat onder andere uit de volgende gebouwen:
- 1250 Avenue of the Americas, Radio City Music Hall
- 50 Rockefeller Plaza, Bank of America Building
- 30 Rockefeller Plaza, Comcast Building. Op de bovenste etages (67 t/m 70) is het uitkijkpunt Top of the Rock gevestigd
- 10 Rockefeller Plaza, Nintendo World Store

Op Rockefeller Plaza bij het Rockefeller Center staat een 5,5 meter hoog gouden standbeeld van Prometheus van de hand van de beeldhouwer Paul Manship bij fonteinen. In de winter is hier een ijsbaan, waarop wordt geschaatst, en staat er een enorme kerstboom.

## Geschiedenis
In januari 1929 kreeg John D. Rockefeller jr een stuk grond in bezit, gepacht van Columbia University, ter grootte van drie stratenblokken, bedoeld voor zowel de bouw van kantoor- en appartementencomplexen als hotels en de Metropolitan Opera. Na de beurscrash van oktober 1929 werden deze plannen enigszins afgezwakt en kreeg het complex zijn huidige vorm. Onder leiding van architect Raymond Hood werd de 'stad in de stad' in art-deco-stijl opgetrokken met als hoogste gebouw het GE Building.
Ten tijde van de voltooiing was met 6.000 plaatsen de Radio City Music Hall de grootste theaterzaal van de Verenigde Staten. Nog steeds worden door NBC vanaf het Rockefeller Center televisie-uitzendingen verzorgd.
In 1988 werd het complex uitgeroepen tot nationaal historisch monument.